# Bibliothèque littéraire Jacques Doucet
Bibliothèque littéraire Jacques Doucet (česky Literární knihovna Jacquese Douceta) je knihovna v Paříži, která se specializuje na francouzskou literaturu. Nachází se v 5. obvodu v Latinské čtvrti na náměstí Place du Panthéon, kde má studovny ve dvou sousedících budovách. Jedná se o veřejnou výzkumnou knihovnu, proto studium v ní je možné po udělení souhlasu ředitelství. Nese jméno návrháře a filantropa Jacquese Douceta (1853-1929).

## Historie
Knihovnu založil módní návrhář a filantrop Jacques Doucet, který ji v roce 1929 odkázal Pařížské univerzitě. V roce 1932 získala právní postavení veřejné knihovny připojené k univerzitě. Od roku 1972 je administrativně připojená ke Kancléřství pařížských univerzit.

## Fondy
Knihovna uchovává několik fondů týkajících se francouzských literátů. Nejvýznamnější částí je sbírka Jacquese Douceta, ke které byly připojeny jednotliviny, mezi nimiž jsou např. Pierre Alechinsky, Paul Claudel, André Derain, Marie Dormoy, Benjamin Fondane, Remy de Gourmont, Max Jacob, Alfred Jarry, Pierre Louÿs, Henri Matisse, Henri Michaux, Jean Paulhan, Henri de Régnier nebo Jules Supervielle.
Dále je zde 89 zvláštních fondů získaných dary a nákupem, kde jsou zastoupeni např. André Breton, Robert Desnos, André Gide, Michel Leiris, Stéphane Mallarmé nebo Tristan Tzara.